# Limusaurus
Limusaurus inextricabilis
Genre
Espèce
Limusaurus est un genre éteint de dinosaures théropodes, membre de l'infra-ordre des Ceratosauria. Il a été découvert en Chine, dans la formation géologique de Shishugou, datée du Jurassique supérieur (Oxfordien), il y a environ 160 Ma (millions d'années).
Une seule espèce est rattachée au genre, Limusaurus inextricabilis.

## Découverte

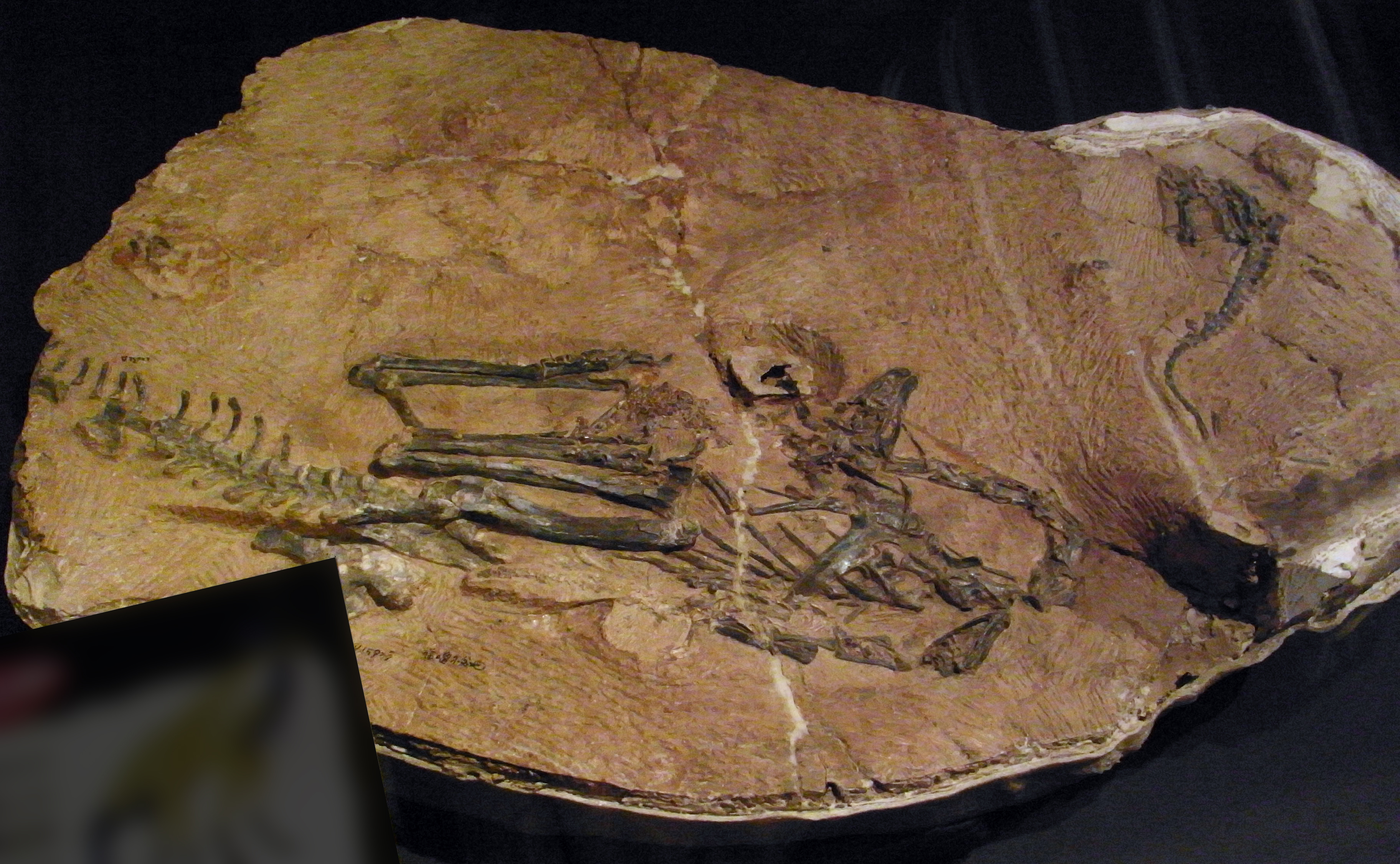
Holotype et second spécimen exposé à Tokyo (l'échantillon contient également un petit crocodyliforme.

Limusaurus a été décrit en 2009 dans la revue Nature par le paléontologue Xu Xing et son équipe. Cette description est basée sur deux spécimens, de jeunes adultes âgés de deux à six ans, découverts en proche association : le spécimen holotype, IVPP V 15923, est un squelette articulé quasi complet; l'autre, IVPP V 15304, est également un squelette articulé quasi complet dont le crâne est seul manquant. Le second spécimen est plus grand de 15 % par rapport à l’holotype. Ces spécimens sont également connus sous les numéros de spécimens erronés IVPP V 15924 and IVPP V 16134.
Dix-sept nouveaux spécimens ont été décrits en 2016. On trouve parmi eux six juvéniles (1 an ou moins), dix jeunes adultes (de deux à six ans), et un adulte (plus de 6 ans). De même que l'holotype et le second spécimen, ces nouvelles découvertes sont conservées à l'Institut de paléontologie des vertébrés et de paléoanthropologie de Pékin. Tous les spécimens mentionnés ci-dessus ont été découverts lors de fouilles menées entre 2001 et 2006 localisé dans la partie basse - le « membre Wucaiwan » - de la formation de Shishugou, localisée dans le Xinjiang en Chine.
Le nom du genre Limusaurus (signifiant « lézard de la boue »), ainsi que le nom de la seule espèce connue, Limusaurus inextricabilis (inextricable), font référence à la manière dont les spécimens connus semblent être morts et qui a permis leur préservation. Ils ont en effet été pris dans la boue, dont ils n'ont pu se dépêtrer.

### Classification
Limusaurus  est un membre de l'infra-ordre des Ceratosauria, lequel partage des caractéristiques à la fois avec les cœlophysoïdes et les tétanurés. Les traits présents chez Limusaurus suggèrent une relation étroite entre les clades Ceratosauria et Tetanurae. Un certain nombre de caractéristiques lui permettent d'être distingué comme un cératosaurien. Ainsi, le haut du crâne et la petite fenêtre antéorbitaire, le maxillaire formant une partie de la narine, le fossé nasal renfermant la fenêtre antéorbitaire sur sa partie arrière, la grande fenêtre mandibulaire et la dentition relativement courte par rapport au reste de la mâchoire, la tête bombée de l'humérus ainsi que la crête deltopectorale longue et courbée de celui-ci, l'absence d'ossification des os du poignet, la forme de l'os du pubis et les deux rainures sur les côtés des griffes du pied.
Limusaurus a été à l'origine décrit comme un cératosaurien basal, ainsi Limusaurus et Elaphrosaurus étaient considérés comme les cératosauriens les plus basaux dans plusieurs analyses phylogénétiques,,. Cependant, des recherches ultérieures l'ont placé dans le groupe des Abelisaures, plus précisément en tant que membre des Noasauridae.
Le cladogramme suivant est basé sur l'analyse phylogénétique menée par Rauhut et Carrano en 2016, montrant les relations de  Limusaurus  au sein des noasauridés. GCC 20011 représente un taxon non nommé représenté par le tétanurien Chuandongocoelurus,.
|  | Limusaurus                                                  |
|  |                                                             |
|  | \| \| CCG 20011 \| \| \| \| \| \| Elaphrosaurus \| \| \| \| |
|  |                                                             |
|  | CCG 20011                                                   |
|  |                                                             |
|  | Elaphrosaurus                                               |
|  |                                                             |

|  | CCG 20011     |
|  |               |
|  | Elaphrosaurus |
|  |               |

|  | Velocisaurus  |
|  |               |
|  | Noasaurus     |
|  |               |
|  | Masiakasaurus |
|  |               |

|  | Limusaurus                                                  |
|  |                                                             |
|  | \| \| CCG 20011 \| \| \| \| \| \| Elaphrosaurus \| \| \| \| |
|  |                                                             |
|  | CCG 20011                                                   |
|  |                                                             |
|  | Elaphrosaurus                                               |
|  |                                                             |

|  | CCG 20011     |
|  |               |
|  | Elaphrosaurus |
|  |               |

|  | Velocisaurus  |
|  |               |
|  | Noasaurus     |
|  |               |
|  | Masiakasaurus |
|  |               |

|  | Limusaurus                                                  |
|  |                                                             |
|  | \| \| CCG 20011 \| \| \| \| \| \| Elaphrosaurus \| \| \| \| |
|  |                                                             |
|  | CCG 20011                                                   |
|  |                                                             |
|  | Elaphrosaurus                                               |
|  |                                                             |

|  | CCG 20011     |
|  |               |
|  | Elaphrosaurus |
|  |               |

|  | Velocisaurus  |
|  |               |
|  | Noasaurus     |
|  |               |
|  | Masiakasaurus |
|  |               |

|  | Limusaurus                                                  |
|  |                                                             |
|  | \| \| CCG 20011 \| \| \| \| \| \| Elaphrosaurus \| \| \| \| |
|  |                                                             |
|  | CCG 20011                                                   |
|  |                                                             |
|  | Elaphrosaurus                                               |
|  |                                                             |

|  | CCG 20011     |
|  |               |
|  | Elaphrosaurus |
|  |               |

|  | Velocisaurus  |
|  |               |
|  | Noasaurus     |
|  |               |
|  | Masiakasaurus |
|  |               |

|  | Limusaurus                                                  |
|  |                                                             |
|  | \| \| CCG 20011 \| \| \| \| \| \| Elaphrosaurus \| \| \| \| |
|  |                                                             |
|  | CCG 20011                                                   |
|  |                                                             |
|  | Elaphrosaurus                                               |
|  |                                                             |

|  | CCG 20011     |
|  |               |
|  | Elaphrosaurus |
|  |               |

|  | Velocisaurus  |
|  |               |
|  | Noasaurus     |
|  |               |
|  | Masiakasaurus |
|  |               |

|  | Limusaurus                                                  |
|  |                                                             |
|  | \| \| CCG 20011 \| \| \| \| \| \| Elaphrosaurus \| \| \| \| |
|  |                                                             |
|  | CCG 20011                                                   |
|  |                                                             |
|  | Elaphrosaurus                                               |
|  |                                                             |

|  | CCG 20011     |
|  |               |
|  | Elaphrosaurus |
|  |               |

|  | Velocisaurus  |
|  |               |
|  | Noasaurus     |
|  |               |
|  | Masiakasaurus |
|  |               |

|  | Limusaurus                                                  |
|  |                                                             |
|  | \| \| CCG 20011 \| \| \| \| \| \| Elaphrosaurus \| \| \| \| |
|  |                                                             |
|  | CCG 20011                                                   |
|  |                                                             |
|  | Elaphrosaurus                                               |
|  |                                                             |

|  | CCG 20011     |
|  |               |
|  | Elaphrosaurus |
|  |               |

|  | Velocisaurus  |
|  |               |
|  | Noasaurus     |
|  |               |
|  | Masiakasaurus |
|  |               |

|  | Limusaurus                                                  |
|  |                                                             |
|  | \| \| CCG 20011 \| \| \| \| \| \| Elaphrosaurus \| \| \| \| |
|  |                                                             |
|  | CCG 20011                                                   |
|  |                                                             |
|  | Elaphrosaurus                                               |
|  |                                                             |

|  | CCG 20011     |
|  |               |
|  | Elaphrosaurus |
|  |               |

|  | Velocisaurus  |
|  |               |
|  | Noasaurus     |
|  |               |
|  | Masiakasaurus |
|  |               |

## Description

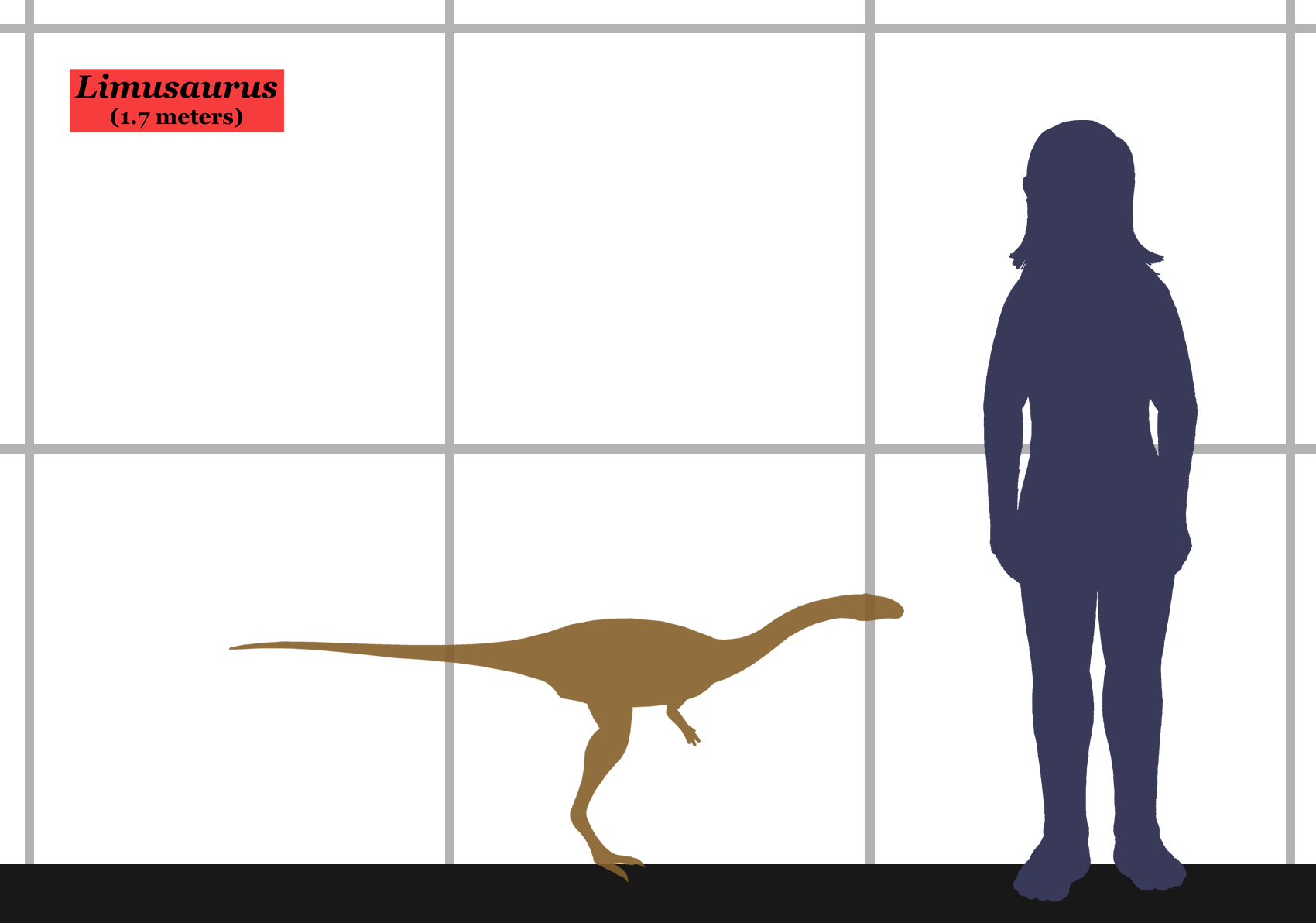
Comparaison de taille entre un humain et Limusaurus.

Limusaurus était un petit animal, mince et doté de longues jambes de presque deux fois la longueur du torse et d'un long cou. Il mesurait environ 1,70 mètre de long et pesait 15 kilogrammes. Son crâne était court, mesurant à peu près la moitié de la longueur de son fémur. Un bec recouvrait le prémaxillaire, ce dernier légèrement convexe, à la pointe de la mâchoire, une caractéristique qui n'était connue chez aucun théropode non coelurosauriens jusqu'à la découverte de Limusaurus. L'ouverture, ou fenestra, de la mâchoire était assez grande, de 40 % de la longueur de la mâchoire inférieure. L' orbite de l'œil était également assez grande. Les autres os avec des morphologies distinctives dans le crâne de Limusaurus sont les os nasaux, qui étaient striés de chaque côté et étaient courts et larges par rapport à l'ensemble du crâne, les os lacrymaux, qui étaient fortement inclinés vers le bas sur les yeux, et les os jugaux, dont les branches étaient minces et semblables à des bâtonnets.
Chez Limusaurus, le sternum a été fusionné en une seule, grande plaque continue, une autre caractéristique qui représente l'évolution convergente chez les coelurosaures. Il possède également une furcula, plus connu sous le nom anglophone de wishbone, qui était auparavant inconnu chez les ceratosauriens. L'omoplate  avait une crête proéminente à l'extrémité avant, et la «botte» du pubis, la branche antérieure de l'os coxal, pointait vers l'arrière en forme de crochet et avait une crête de chaque côté. 

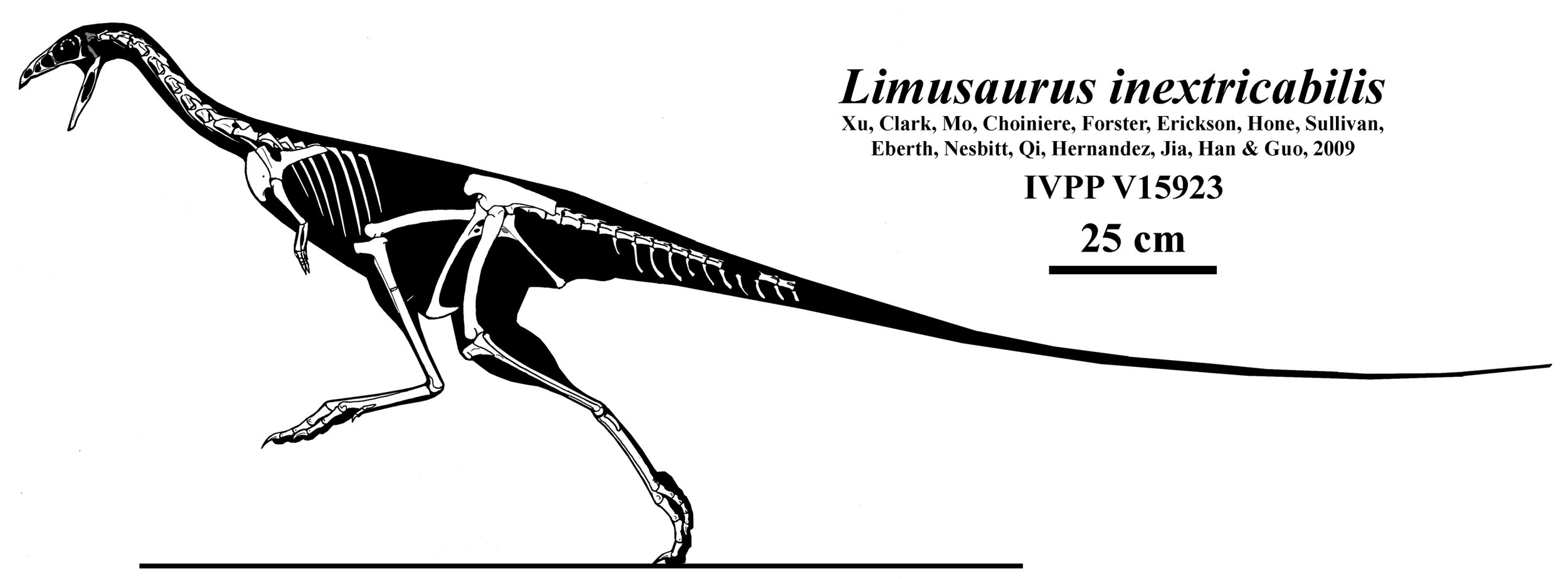
Présentation des restes conservés du squelette holotype de Limusaurus.

Les pattes arrière de Limusaurus avaient des proportions bien adaptées à la course, les parties inférieures de la jambe étant beaucoup plus longues que le fémur, le tibiotarse, fusion du tibia et du tarse chez les oiseaux, mesurait 1,2 fois la longueur du fémur, et le pied mesurait lui 1,3 fois la longueur du fémur. Le premier orteil sur chaque pied, ou le hallux, était extrêmement réduit, n'étant que 17 % de la longueur du troisième métatarsien. Les métatarsiens des trois autres orteils étaient disposés en arc de cercle, le quatrième métatarsien adhérant étroitement au troisième sur toute sa longueur.
Les bras et les mains de  Limusaurus  étaient considérablement réduits, plus encore que ceux de  Ceratosaurus . Le premier doigt était plus petit que les autres et n'avait pas de phalanges. Quant aux autres doigts, le second avait trois phalanges et était très robuste, le troisième doigt n'avait que trois phalanges, contre quatre chez les autres théroïdes précoces, et les portions conservées du quatrième doigt indiquaient qu'il était relativement long et mince, se terminant par une seule phalange,. les griffes étaient courtes, grosses et larges à leur base.
Les différents spécimens de  Limusaurus  montrent 78 changements anatomiques différents qui se produisaient lors de la croissance de ces animaux[Quoi ?]. En particulier, leurs têtes deviennent moins profondes, leurs os de la main s'allongent et le « crochet » de leur pubis grandit. De plus, l'axe de leur quadratum dans le crâne s'est redressé chez les adultes et les pointes de leurs mâchoires inférieures sont devenues plus abaissées.
Le changement le plus évident au cours de la croissance de  Limusaurus  est la perte complète de ses dents à l'âge adulte. Les juvéniles commencent avec une seule dent ancrée dans le prémaxillaire, huit dans le maxillaire et onze dans la mâchoire inférieure pour un total de 42 dents. En avançant en âge, la première, la sixième et la huitième dent du maxillaire ainsi que la sixième de la mâchoire inférieure ont toutes été perdues laissant au total 34 dents. Au cours de cette étape, l'utilisation et le remplacement normal des dents ont probablement cessé ou sont devenus réduits, étant donné qu'aucune des dents encore en place ne porte de marques d'usure ou de résorption. Dans les spécimens subadultes et adultes de plus d'un an, toutes les dents manquent. Une tomodensitométrie montre que seules cinq implantations vides demeurent dans le maxillaire adulte, toutes les implantations de la mâchoire inférieure se sont fondues en un seul canal creux et le reste a disparu.